# Baie des Anges
Pour les articles homonymes, voir La Baie des Anges (homonymie).
La baie des Anges, en niçois baia dei Ange ou baia dei Àngels, est une baie de la mer Méditerranée située dans la région 
Provence-Alpes-Côte d'Azur et qui s'étend du cap d'Antibes au mont Boron, à Nice.
Elle est bordée en particulier par la promenade des Anglais de Nice.

## Origine du nom
Selon la mythologie chrétienne, des anges ont ramené l'embarcation contenant le corps martyr de sainte Réparate, au IIIe siècle, de Judée vers le rivage niçois de l'actuelle baie des Anges (inhumée depuis dans la cathédrale Sainte-Réparate de Nice).
Selon l'histoire locale, ce sont des pêcheurs locaux qui auraient donné son nom à cette baie, en référence aux anges de mer, espèce de requin inoffensif, ramenée dans leurs filets à cet endroit, vivant sur les fonds marins, et dont les ailerons perpendiculaires ressemblent à des ailes.

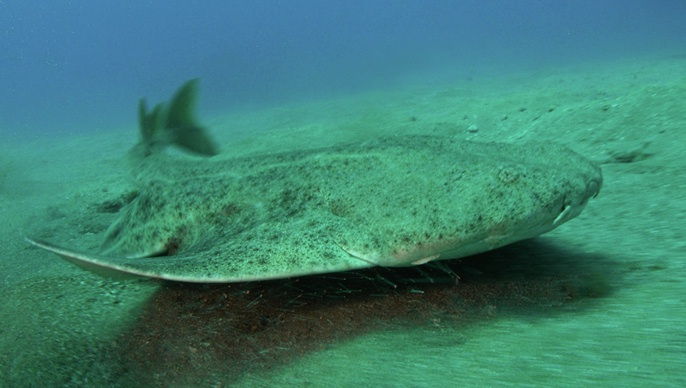
Ange de mer commun, espèce voisine de l'ange de mer ocellé.

L'écrivain niçois Francis Gag (1900-1988) témoigne d'une tradition renouvelée plusieurs fois par an, de pêcheurs poussant un charreton sur lequel gisaient ces anges de mer nommés en provençal pei ange (« poisson-ange ») précédé d'une pescairis (femme de pêcheur) qui criait Venés, venés vèire la marrida bestiassa que destrugue lou aret dòu paure pescadou ! (« Venez, venez voir la mauvaise bête qui détruit les filets du pauvre pêcheur ! »). Ces anges de mer ocellés sont de la famille des anges de mer communs (Squatina oculata pour les halieuticiens).

## Environnement de la baie
La baie des Anges s'étend de Nice à Antibes. Le Var, qui provient du Mercantour-Argentera, a son embouchure à côté de  l'aéroport de Nice-Côte d'Azur. Le Paillon, fleuve côtier des Préalpes de Nice, se jette à hauteur de la promenade des Anglais.
Le cours d'eau du vallon de Magnan (souvent à sec) se jette également dans la baie des Anges.

### Situation de la baie des Anges
- Baie de la mer Méditerranée qui s’étend entre le cap d’Antibes et le mont Boron, à Nice[2].

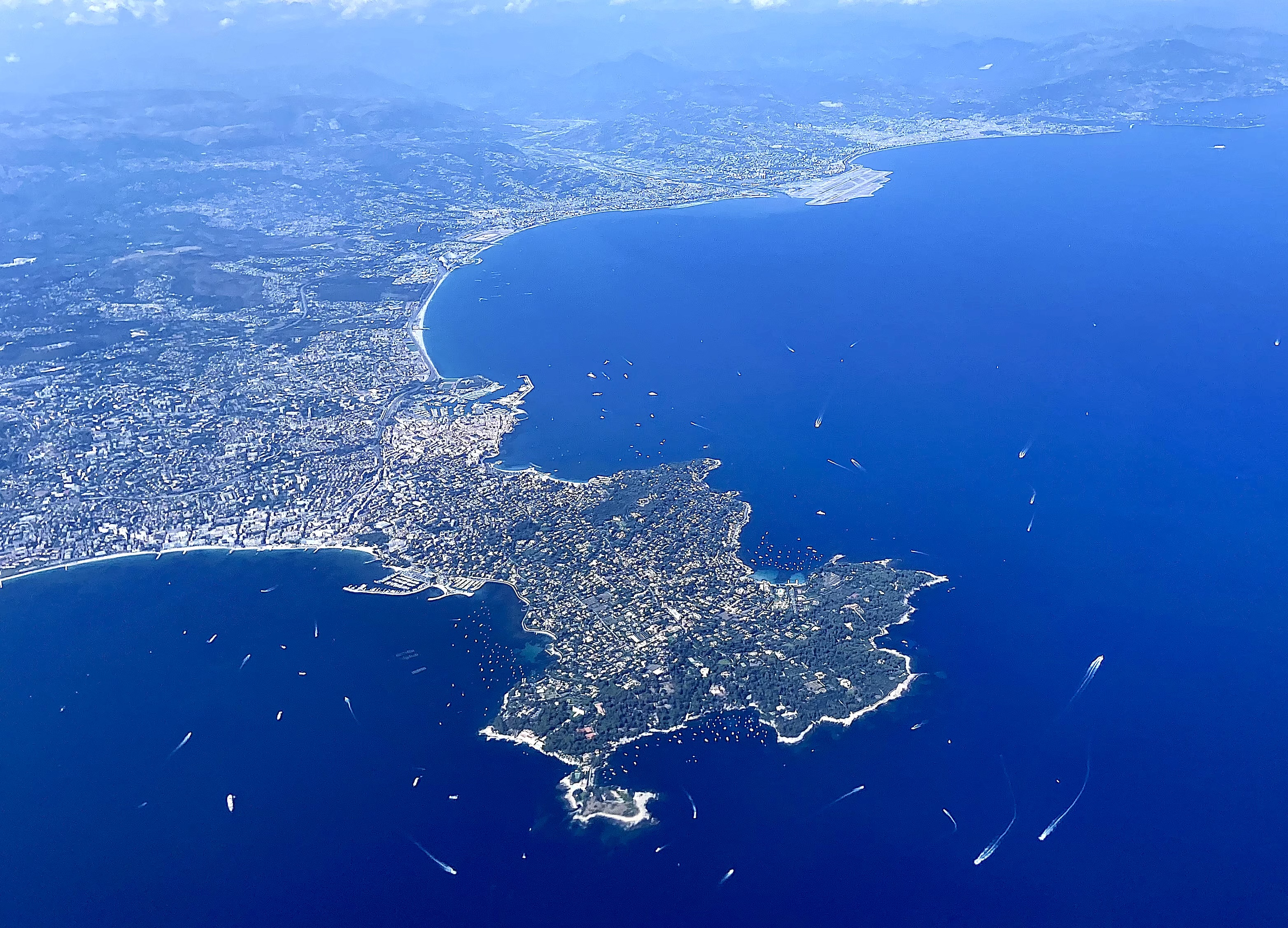
Vue d'ensemble de la baie à son extrémité sud-ouest (Cap d'Antibes).

- Vue d'ensemble de la baie à son extrémité sud-ouest (Cap d'Antibes).La baie des Anges est bordée par 5 communes :                               
  1. Antibes.
  2. Villeneuve-Loubet.
  3. Cagnes-sur-Mer.
  4. Saint-Laurent-du-Var.
  5. Nice.
- À Nice, la baie des Anges est bordée par 5 grandes unités :
  1. L’aéroport Nice-Côte d’Azur.
  2. La promenade des Anglais.
  3. Le quai des États-Unis.
  4. Le port de Nice-Lympia.
  5. Le mont Boron.

### Nature de la baie des Anges
- Six fleuves se jettent dans la baie des Anges (ouest-est).
  1. La Brague. À proximité du casino de La Siesta. À Antibes.
  2. Le Loup. À proximité de l’entrée de l’hippodrome de la Côte d'Azur (Cagnes-sur-Mer).
  3. La Cagne. Après l’hippodrome de la Côte d'Azur.
  4. Le Var. Avant l’aéroport Nice-Côte d’Azur.
  5. Cours d’eau du vallon de Magnan.
  6. Le Paillon. Au début de la promenade des Anglais.

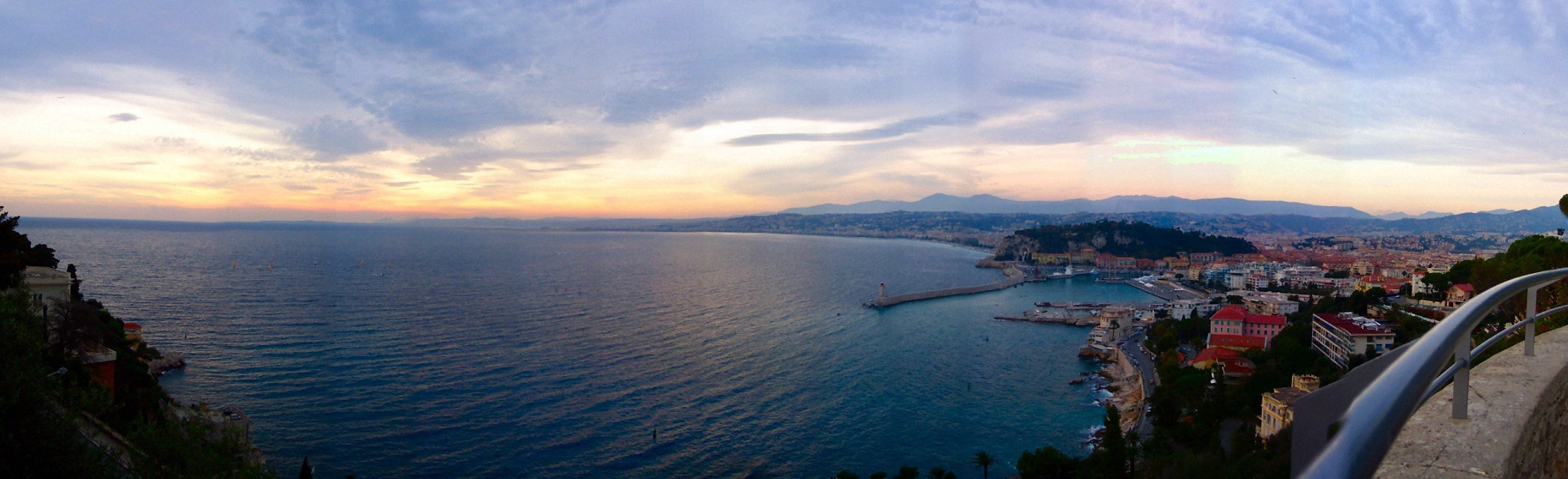
La baie des Anges, vue depuis la corniche du mont Boron de Nice.

## Aménagement du littoral et urbanisme
Un ouvrage d’art — le pont des Anges, ou pont Napoléon — fut construit au XIXe siècle à l'embouchure du Paillon située sur l'actuelle promenade des Anglais, alors appelée chemin des Anglais ou chemin des Anges.
Au cours de la seconde moitié du XXe siècle, le littoral de la baie des Anges fut profondément réaménagé dans le but de favoriser le tourisme des Alpes-Maritimes. On vit alors se développer rapidement des infrastructures de transports (route du bord de mer, ligne de Marseille-Saint-Charles à Vintimille, Calais-Méditerranée-Express (Train bleu), aéroport de Nice-Côte d'Azur...), des infrastructures de loisirs (plages aménagées, port de plaisance et marinas (port Lympia de Nice, darse de Villefranche-sur-Mer, port Vauban d'Antibes, port de plaisance de Saint-Laurent-du-Var, Marina Baie des Anges, de Villeneuve-Loubet, Marineland d'Antibes), l'hippodrome de Cagnes-sur-Mer et d'importants programmes de construction immobilière et hôtelière de front de mer.

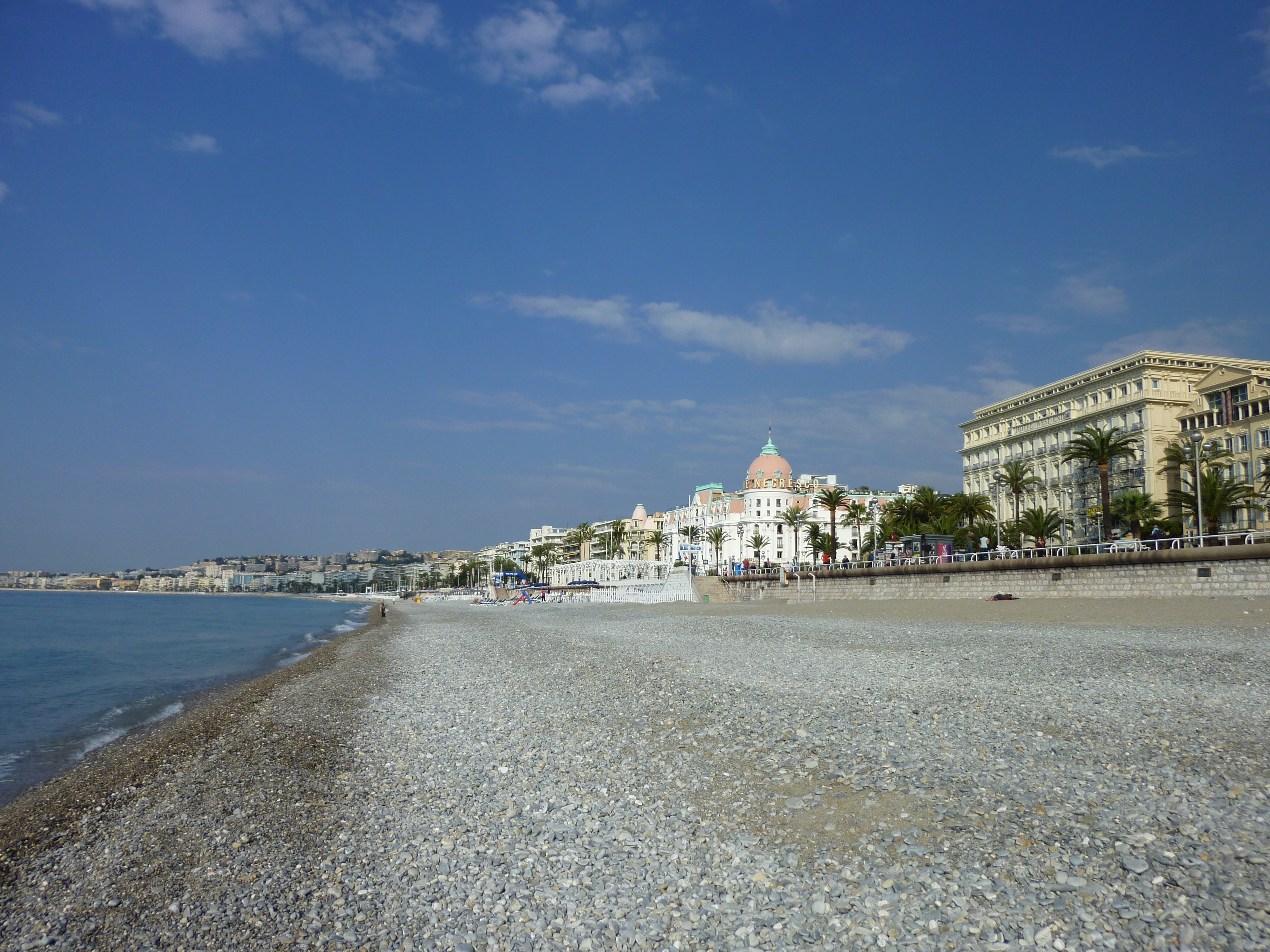
La plage de Nice et l'hôtel Negresco
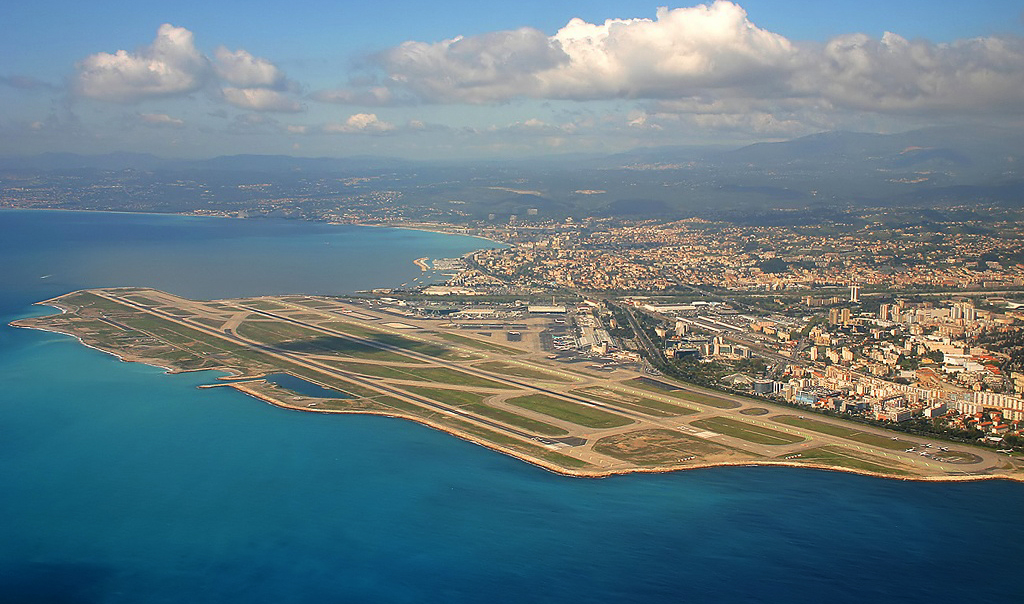
L'aéroport de Nice-Côte d'Azur
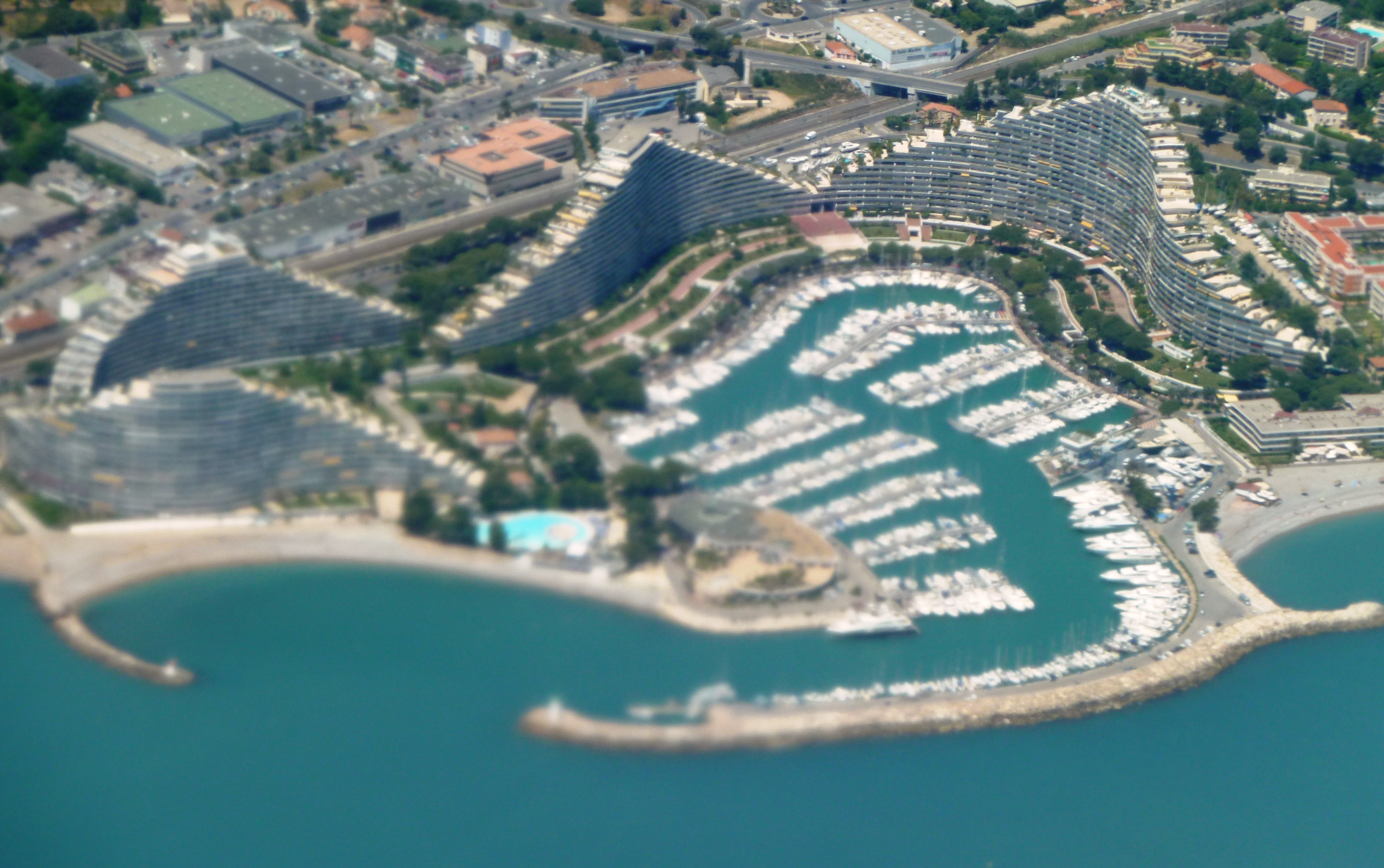
Marina Baie des Anges de Villeneuve-Loubet

## Cinéma
- 1963 : La Baie des Anges, de Jacques Demy avec Jeanne Moreau et Claude Mann.
- 1995 : Va mourire, de Nicolas Boukhrief.
- 1997 : Marie Baie des Anges, de Manuel Pradal.
- 2005 : Brice de Nice, de James Huth, avec Jean Dujardin (et Brice 3, suite de 2005).

## Musique
- 1984 : Nice Baie des Anges, du chanteur niçois Dick Rivers[7].
- 2011 : Baie des Anges, de Julien Doré[8].

## Bande dessinée
- 1965 : Le Tour de Gaule d'Astérix, de René Goscinny et Albert Uderzo, lors du passage d'Astérix et Obélix sur la promenade des bretons le long de la baie des Anges de Nicaea (actuelle promenade des Anglais de Nice).

## Légendes
Quelques récits et légendes font référence à des anges du ciel à propos de cette baie :
- Selon la mythologie chrétienne, des anges ont ramené l'embarcation contenant le corps de sainte Réparate, au IIIe siècle, de Judée, vers le rivage niçois de l'actuelle baie des Anges (inhumée depuis dans la cathédrale Sainte-Réparate de Nice).[réf. nécessaire]
- Selon le poème « Adam et Ève » d'Alexis de Jussieu[9], publié en 1856, Adam et Ève, après avoir été chassés du paradis, furent conduits sur ces rives par des anges compatissants puisque les beautés de ce pays lui faisaient presque égaler leur paradis perdu.